# 塔德烏什·魯熱維奇
塔德烏什·魯熱維奇（波蘭語：Tadeusz Różewicz，1921年10月9日—2014年4月24日），是一名波兰诗人、作家、剧作家。2007年，获得欧盟文学奖、2005年獲得「榮耀藝術」文化勳章金質獎章、2012年获得葛理芬诗奖。
2014年4月24日，他死于波兰弗罗茨瓦夫，享年92岁。